# إدواردو بونتي
إدواردو بونتي (بالإيطالية: Edoardo Ponti)‏ (و. 1973  م) هو كاتب سيناريو، ومنتج أفلام، وممثل، ومخرج أفلام إيطالي، ولد في جنيف، بدأ مشواره المهني سنة 1998.

## التعليم
تعلم في جامعة كاليفورنيا الجنوبية، وتعلم في كلية جامعة جنوب كاليفورنيا للفنون السينمائية ‏
.

## وصلات خارجية
- إدواردو بونتي على موقع IMDb (الإنجليزية)
- إدواردو بونتي على موقع ألو سيني (الفرنسية)
- إدواردو بونتي على موقع أول موفي (الإنجليزية)
- إدواردو بونتي على موقع قاعدة بيانات الفيلم (الإنجليزية)
- إدواردو بونتي على موقع كينوبويسك (الروسية)